# 皮窝乡
皮窝乡，是中华人民共和国四川省达州市万源市曾经下辖的一个乡。>2020年6月，撤销皮窝乡，将原皮窝乡所属行政区域划归官渡镇管辖。

## 行政区划
皮窝乡撤销前下辖以下地区：
观音阡村、赵家河村、中坝村和七里扁村。